# Mistrzostwa Świata w Lekkoatletyce 2011 – chód na 20 km mężczyzn
Chód na 20 kilometrów mężczyzn – jedna z konkurencji rozgrywanych podczas lekkoatletycznych mistrzostw świata w Daegu. 
Obrońcą tytułu mistrzowskiego z 2009 roku był Rosjanin Walerij Borczin. 
12. miejsce w chodzie zajął Rosjanin Siergiej Morozow (1:22:37), który w 2012 został zdyskwalifikowany za doping i anulowano wszystkie jego wyniki od lutego 2011, w tym występ w Korei. W 2014 zdyskwalifikowany został również Stanisław Jemieljanow z powodu nieprawidłowości w paszporcie biologicznym.

## Terminarz
| Data        | Godzina |       |
| ----------- | ------- | ----- |
| 28 sierpnia | 09:00   | Finał |

## Rekordy
Tabela prezentuje rekord świata, rekordy poszczególnych kontynentów, mistrzostw świata, a także najlepszy rezultat na świecie w sezonie 2011 przed rozpoczęciem mistrzostw.
|                                                | Zawodnik            | Wynik   | Miejsce          | Data                      |
| ---------------------------------------------- | ------------------- | ------- | ---------------- | ------------------------- |
| Rekord świata                                  | Władimir Kanajkin   | 1:17:16 | Sarańsk          | 29 września 2007(dts)     |
| Listy światowe                                 | Wang Zhen           | 1:18:30 | Taicang          | 22 kwietnia 2011(dts)     |
| Rekord mistrzostw świata                       | Jefferson Pérez     | 1:17:21 | Paryż            | 23 sierpnia 2003(dts)     |
| Rekord Afryki                                  | Hatem Ghoula        | 1:19:02 | Eisenhüttenstadt | 10 maja 1997(dts)         |
| Rekord Azji                                    | Hongjun Zhu         | 1:17:41 | Cixi             | 23 października 2000(dts) |
| Rekord Ameryki Północnej, Środkowej i Karaibów | Julio René Martínez | 1:17:46 | Eisenhüttenstadt | 8 maja 1999(dts)          |
| Rekord Ameryki Południowej                     | Jefferson Pérez     | 1:17:21 | Paryż            | 23 sierpnia 2003(dts)     |
| Rekord Europy                                  | Władimir Kanajkin   | 1:17:16 | Sarańsk          | 29 września 2007(dts)     |
| Rekord Australii i Oceanii                     | Nathan Deakes       | 1:17:33 | Cixi             | 23 kwietnia 2005(dts)     |

## Rezultaty

### Finał
| Poz.   | Zawodnik                   | Reprezentacja     | Czas      | Uwagi |
| ------ | -------------------------- | ----------------- | --------- | ----- |
| Złoto  | Luis Fernando López        | Kolumbia          | 1:20:38   | SB    |
| Srebro | Wang Zhen                  | Chiny             | 1:20:54   |       |
| Brąz   | Kim Hyun-sub               | Korea Południowa  | 1:21:17   |       |
| 4      | Rusłan Dmytrenko           | Ukraina           | 1:21:31   | SB    |
| 5      | Yūsuke Suzuki              | Japonia           | 1:21:39   |       |
| 6      | Alex Schwazer              | Włochy            | 1:21:50   | SB    |
| 7      | Erick Barrondo             | Gwatemala         | 1:22:08   |       |
| 8      | Chu Yafei                  | Chiny             | 1:22:10   |       |
| 9      | Wang Hao                   | Chiny             | 1:22:49   |       |
| 10     | Matej Tóth                 | Słowacja          | 1:22:55   |       |
| 11     | Eder Sánchez               | Meksyk            | 1:23:05   |       |
| 12     | João Vieira                | Portugalia        | 1:23:26   |       |
| 13     | Miguel Ángel López         | Hiszpania         | 1:23:41   |       |
| 14     | Anton Kucmin               | Słowacja          | 1:23:57   |       |
| 15     | James Rendón               | Kolumbia          | 1:24:08   | SB    |
| 16     | Horacio Nava               | Meksyk            | 1:24:15   |       |
| 17     | Christopher Linke          | Niemcy            | 1:24:17   |       |
| 18     | Caio Bonfim                | Brazylia          | 1:24:29   |       |
| 19     | Trevor Barron              | Stany Zjednoczone | 1:24:33   |       |
| 20     | Rafał Augustyn             | Polska            | 1:24:47   |       |
| 21     | Byun Youngjun              | Korea Południowa  | 1:24:48   |       |
| 22     | Hassanine Sebei            | Tunezja           | 1:25:17   |       |
| 23     | Jared Tallent              | Australia         | 1:25:25   |       |
| 24     | Recep Çelik                | Turcja            | 1:25:39   |       |
| 25     | Nazar Kowałenko            | Ukraina           | 1:25:50   |       |
| 26     | Gurmeet Singh              | Indie             | 1:26:34   |       |
| 27     | Babubhai Panucha           | Indie             | 1:26:53   |       |
| 28     | David Kimutai              | Kenia             | 1:27:20   | SB    |
| 29     | Yerko Araya                | Chile             | 1:27:47   |       |
| 30     | Hédi Teraoui               | Tunezja           | 1:29:48   |       |
| 31     | Diego Flores               | Meksyk            | 1:30:00   |       |
| 32     | Juan Manuel Cano           | Argentyna         | 1:30:00   |       |
| 33     | Emerson Hernandez          | Salwador          | 1:30:48   | SB    |
| 34     | Ronald Quispe              | Boliwia           | 1:32:09   | PB    |
| 99 !   | Moacir Zimmermann          | Brazylia          | DSQ       |       |
| 99 !   | Gustavo Restrepo           | Kolumbia          | DSQ       |       |
| 99 !   | Giorgio Rubino             | Włochy            | DSQ       |       |
| 99 !   | Anatole Ibañez             | Szwecja           | DSQ       |       |
| 99 !   | Adam Rutter                | Australia         | DNF       |       |
| 99 !   | Mauricio Arteaga           | Ekwador           | DNF       |       |
| 99 !   | Francisco Javier Fernández | Hiszpania         | DNF       |       |
| 99 !   | Park Chil-sung             | Korea Południowa  | DNF       |       |
| DQ     | Siergiej Morozow           | Rosja             | (1:22:37) |       |
| DQ     | Stanisław Jemieljanow      | Rosja             | (1:21:11) |       |
| DQ     | Walerij Borczin            | Rosja             | 1:19:56   |       |
| DQ     | Władimir Kanajkin          | Rosja             | 1:20:27   |       |